# DRG E 21 51
A DRG E 21.51 egy német 2'Do1' tengelyelrendezésű, 15 kV, 16,7 Hz áramrendszerű villamosmozdony volt. 1927-ben készült belőle egy példány az LHW és a Bergmann-Borsig gyáraiban. 1966-ban lett selejtezve. A mozdonnyal szerzett tapasztalatok alapján készült el később a DRG E 17 és a DRG E 04 sorozat.